# Pascha (fjäril)
Pascha, Charaxes jasius, är en fjärilsart som beskrevs av Carl von Linné 1767. Pascha ingår i släktet Charaxes och familjen praktfjärilar, Nymphalidae.  Arten är funnen en gång i Sverige men då som larv i växthus, sannolikt inkommen i landet med växter. Normalt förekommer arten i södra Europa och i Afrika. Sexton underarter finns listade i Catalogue of Life,Charaxes jasius brunnescens Poulton, 1926
Charaxes jasius epijasioides Lederer, 1944, Charaxes jasius epijasius Reiche, 1849, Charaxes jasius europaeus Verity, 1916, Charaxes jasius faroensis (Ribbe, 1910), Charaxes jasius flavescens Verity, 1950, Charaxes jasius flavomarginatus Lederer, 1944, Charaxes jasius forcipigerans Verity, 1950, Charaxes jasius harrisoni Sharpe, 1904, Charaxes jasius infraconfluens Verity, 1950, Charaxes jasius limboexstans Verity, 1950, Charaxes jasius pagenstecheri Poulton, 1926, Charaxes jasius rubescens Verity, 1950, Charaxes jasius saturnus Butler, 1866, Charaxes jasius tilli Lederer, 1944 och Charaxes jasius unedonis Hübner, 1811.

## Bildgalleri

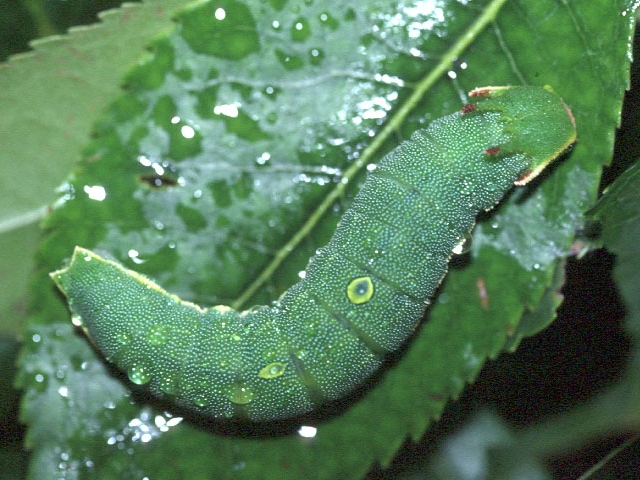
Fjärilens Larv
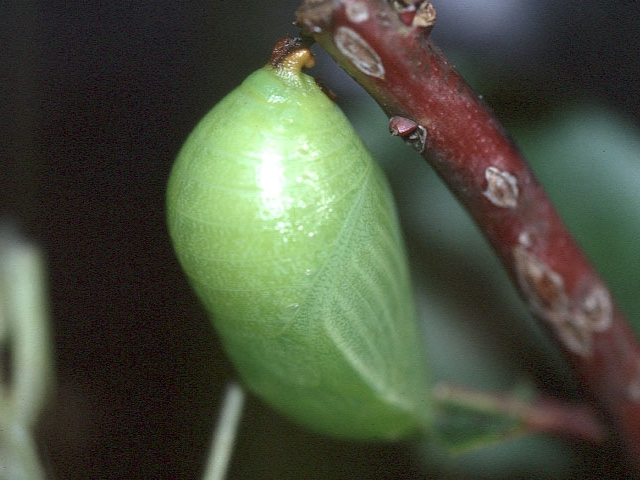
Fjärilens puppa
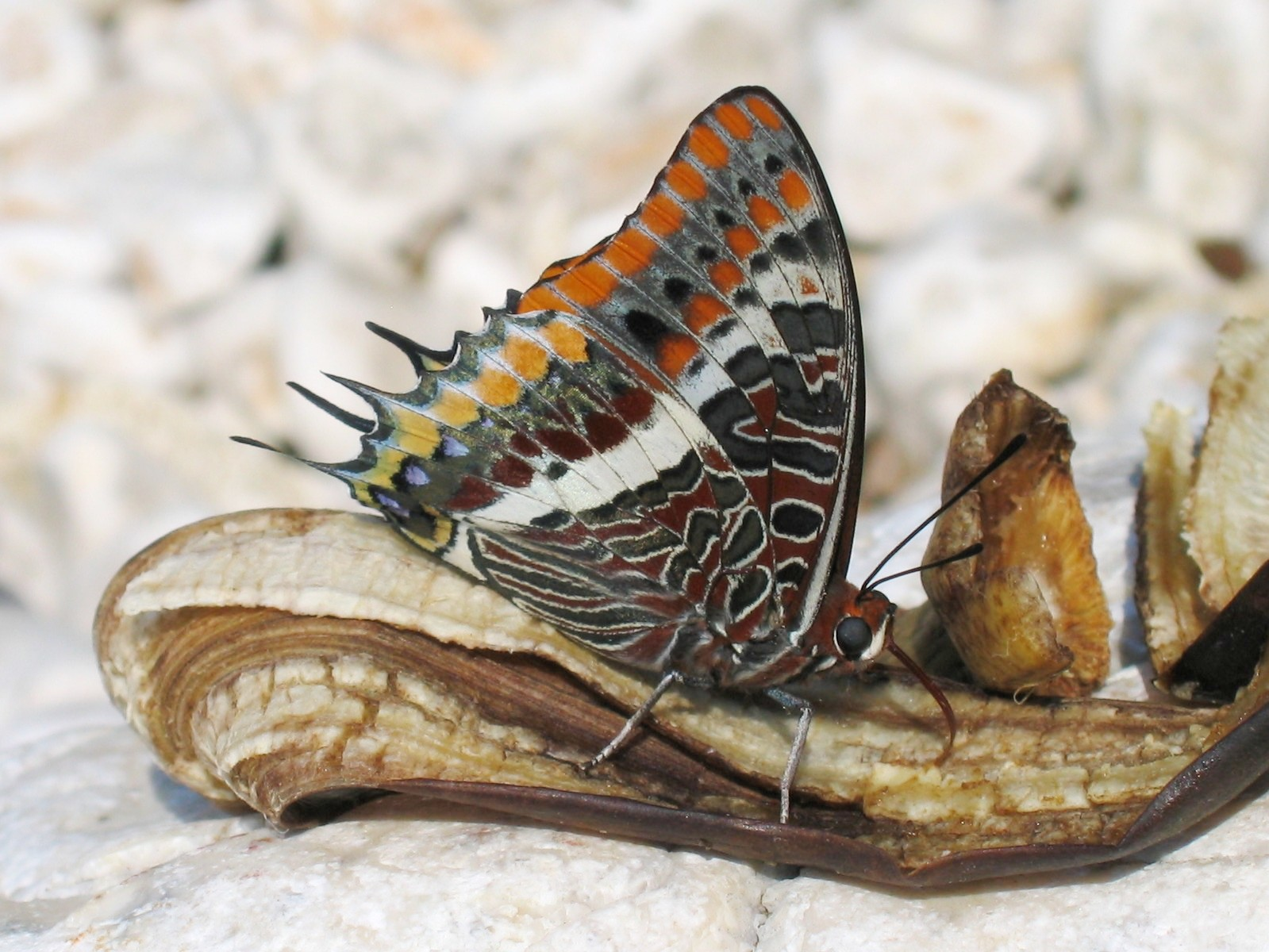
Imago fjäril
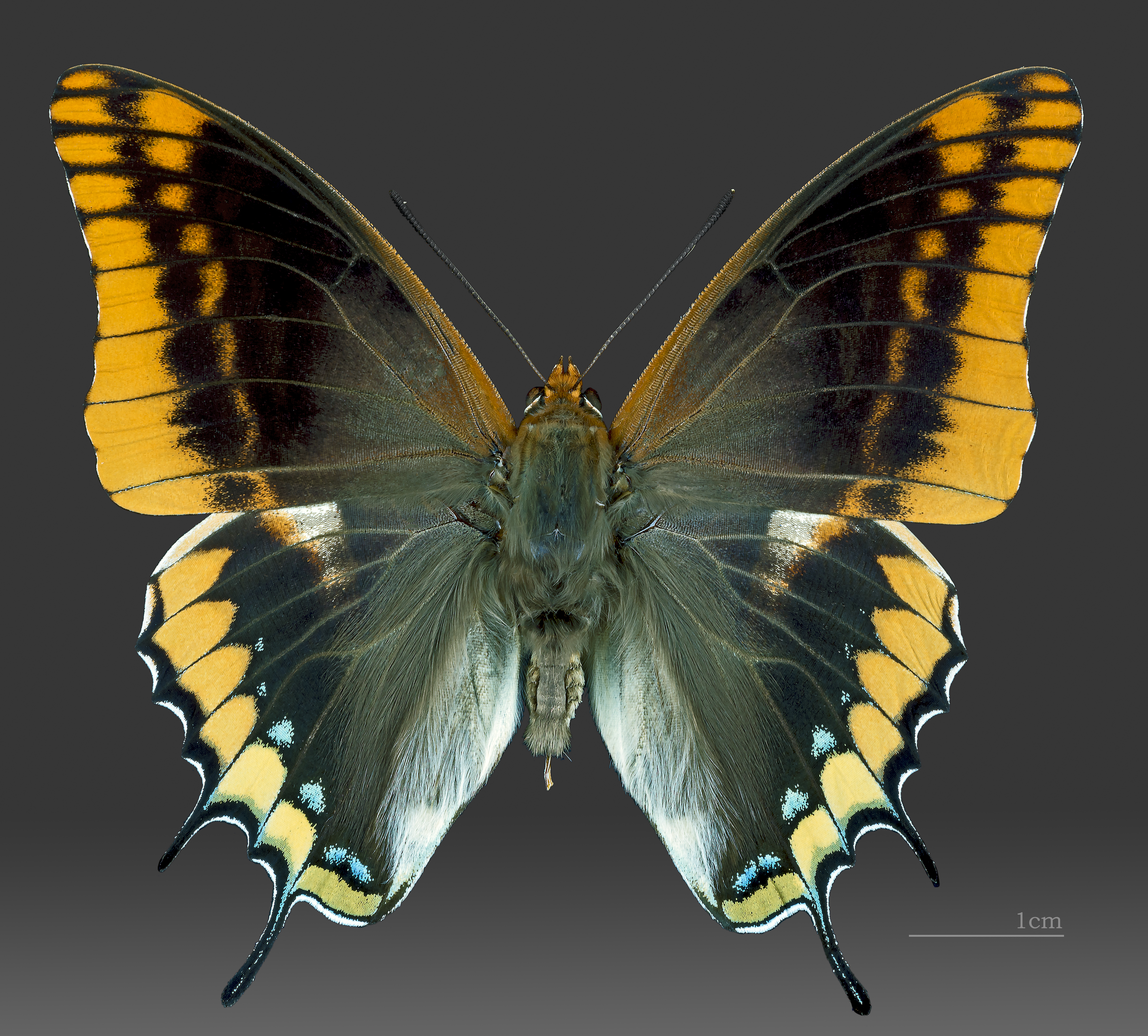
Preparerad (uppnålad) imago fjäril, hane
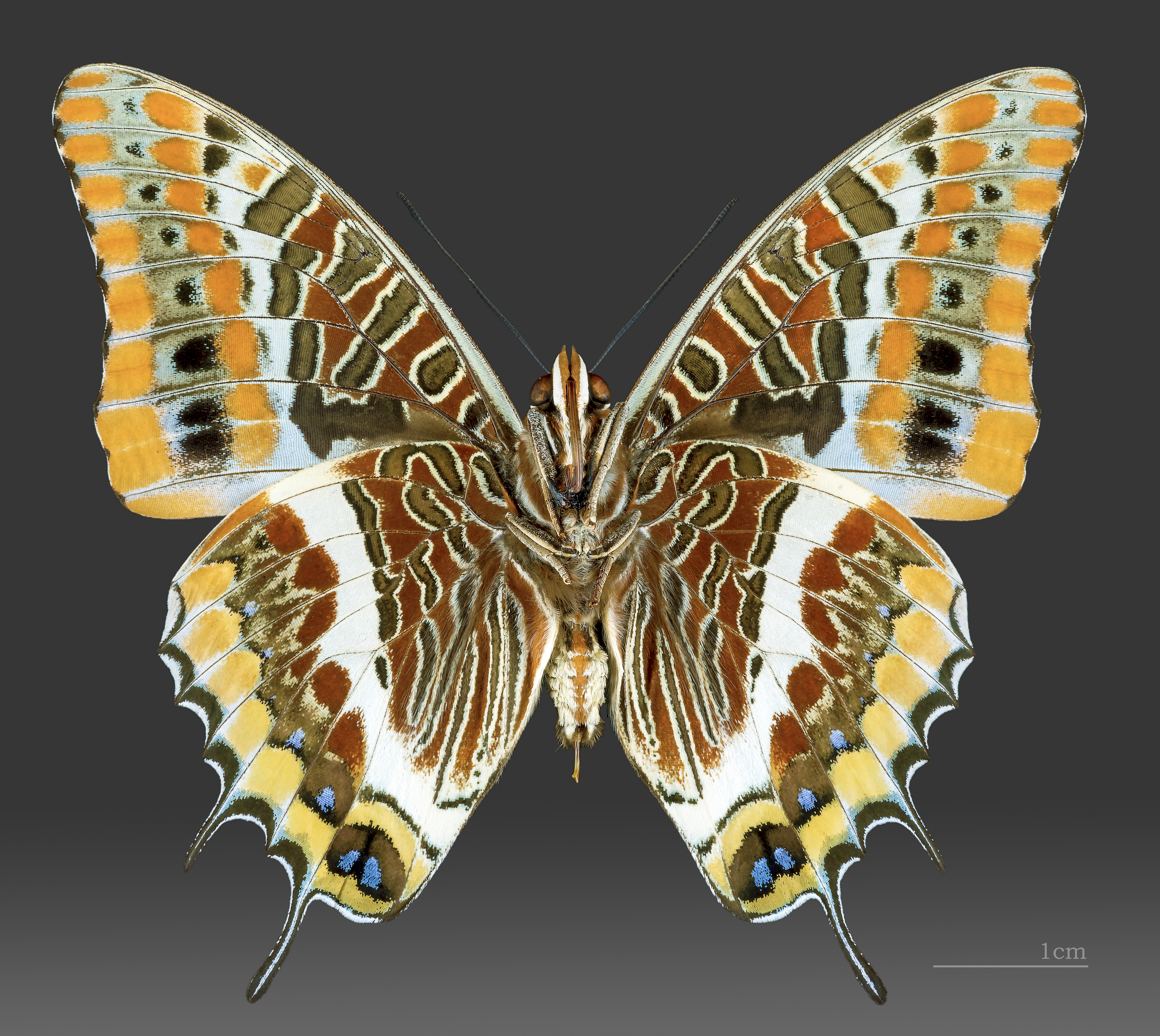
Preparerad (uppnålad) imago fjäril, hane, undersida